# Why (canción de Yoko Ono)
«Why» (inglés: ¿Por qué?) es la primera canción del álbum debut de Yoko Ono Plastic Ono Band lanzado en diciembre de 1970. Al igual que la mayoría del álbum, surgió de una improvisación de la banda y no contiene letras, sino que gorjeos y espasmos por parte de Yoko.

## Composición
De estilo avantgarde/rock experimental, es una de las pistas más destacadas de la incipiente carrera en solitario de Yoko, ya sea por el fuerte impacto que tuvo en el ámbito musical como por el desprecio tanto del público y la crítica.
Es la canción más acelerada del álbum, acompañada de bajo y batería y notoriamente destaca el sonido fuerte y sofocante de la guitarra de Lennon, acompañada por los "gritos" de Yoko.

## Crítica
Al tiempo de su lanzamiento, fue ampliamente rechazada por la crítica. Sin embargo, contó con algunas críticas favorables, como la de Lester Bangs de Rolling Stone que dice: "Cualquiera que realice avantgarde musical está por abrirse a cierto grado de hostilidad y burla al principio (...) y si esa persona es Yoko Ono (...) los dardos y abucheos se pueden esperar. Sin embargo, en este ocasión es distinto y ya no está presente el parloteo sin sentido que caracterizó su obra anterior (Two Virgins y Wedding Album). La guitarra de Lennon habla con la misma voz autoritaria que mostró con The Beatles (como en "Why") y simplemente quita el aliento".
James Chrispell de Allmusic destacó el particular arranque de guitarra inicial de John.

## Personal
- Yoko Ono - voz
- John Lennon - guitarra
- Ringo Starr - batería
- Klaus Voormann - bajo

## Producción
- Yoko Ono - compositora, productora
- John Lennon - productor
- Phil McDonald, John Leckie - ingenieros